# Johann Sokopp
Johann Sokopp (geboren 6. Mai 1913 in Wien; gestorben 24. Mai 1944 ebenda) war ein österreichischer Zollbeamter und Widerstandskämpfer gegen den Nationalsozialismus. Er wurde von der NS-Justiz zum Tode verurteilt und im Wiener Landesgericht hingerichtet.

## Leben
Sokopp war Sohn eines Eisenbahners und wuchs in ärmlichen Verhältnissen auf. Nach der Pflichtschule war er als Hilfsarbeiter tätig. Bereits als Jugendlicher fand er Anschluss an die kommunistische Bewegung. Nach längerer Erwerbslosigkeit wurde er 1934 Berufssoldat im österreichischen Bundesheer.
1939 wurde er wegen Dienstunfähigkeit aus dem mittlerweile der deutschen Wehrmacht eingegliederten Heer entlassen und war danach als Zollbeamter im östlichen Galizien tätig. Ab 1940 engagierte er sich im kommunistischen Widerstand, 1941 nützte er einen Urlaub, um im Rahmen der Hilfsorganisation Rote Hilfe Österreichs Spendengelder an Angehörige hingerichteter Widerstandskämpfer zu verteilen. Gemeinsam mit Käthe Sasso druckte er illegale Flugblätter und kam auch mit leitenden Funktionären der Kommunistischen Partei Österreichs in Kontakt. Während eines konspirativen Treffens mit den ZK-Mitgliedern Adolf Neustadtl und Anton Gajda im Sommer 1942 wurde Sokopp von der Gestapo Wien festgenommen und danach verhört. Er wurde der „Vorbereitung zum Hochverrat“ angeklagt, im März 1944 vom Volksgerichtshof zum Tode verurteilt und im Mai 1944 durch das Fallbeil hingerichtet.
Sein Leichnam ist auf dem Evangelischen Friedhof Matzleinsdorf bestattet.

## Gedenken
Zwei Gedenktafeln erinnern an Johann Sokopp:
- Eine Gedenktafel an der Städtischen Wohnhausanlage Hasengasse 35–37 aus dem Jahr 1952 erinnert an die Widerstandskämpfer Franz Kalis, Karl Kriwanek und Johann Sokopp. Sie trägt die Inschrift: „Den Toten zur Ehre, den Lebenden zur Mahnung und Verpflichtung“.[2]
- Sein Name findet sich auch auf der Gedenktafel im ehemaligen Hinrichtungsraum des Wiener Landesgerichts.[3]
- Ein Foto von Johann Sokopp kann über die Personensuche des Dokumentationsarchivs des österreichischen Widerstandes gefunden werden.